# Districtes de París
Els districtes de París (arrondissements de Paris) són divisions administratives intramunicipals que reparteixen París, la capital de França, en vint districtes municipals. A escala nacional, s'assimilen estadísticament i administrativa als cantons, però no se celebren eleccions departamentals a París, sinó que els consellers de París exerceixen alhora les competències de consellers municipals i de consellers departamentals.
La divisió de París en districtes data del 1795 (llei del 19 de vendemiari de l'any IV), aleshores amb un repartiment en dotze districtes. Els districtes actuals foren delimitats per la llei del 16 de juny del 1859, que portà el seu nombre de dotze a vint en el marc de l'annexió dels suburbis situats entre els fortificacions de l'Enceinte de Thiers i el mur dels Fermiers généraux.
Aquests districtes municipals no s'han de confondre amb els districtes departamentals, que són un altre tipus de subdivisió administrativa a l'escala del departament. A França, els municipis de Lió i Marsella també se subdivideixen en districtes municipals.
Els vint districtes estan disposats en forma d'espiral en la direcció de les agulles del rellotge, començant pel 1r al centre de la ciutat, a la dreta del riu Sena.
| Districte             | Nom                 | Àrea (en km²)  | Població (cens del 1999) | Població (estimació del 2005) | Densitat (2005) (hab. per km²) | Població màxima |
| --------------------- | ------------------- | -------------- | ------------------------ | ----------------------------- | ------------------------------ | --------------- |
| Ier arrondissement    | Louvre              | 1,826          | 16.888                   | desconeguda                   | 9.249 (1999)                   | abans del 1861  |
| IIe arrondissement    | Bourse              | 0,992          | 19.585                   | desconeguda                   | 19.743 (1999)                  | abans del 1861  |
| IIIe arrondissement   | Temple              | 1,171          | 34.248                   | desconeguda                   | 29.247 (1999)                  | abans del 1861  |
| IVe arrondissement    | Hôtel de Ville      | 1,601          | 30.675                   | desconeguda                   | 19.160 (1999)                  | abans del 1861  |
| Ve arrondissement     | Panthéon            | 2,541          | 58.849                   | 59.300                        | 23.337                         | 1911            |
| VIe arrondissement    | Luxembourg          | 2,154          | 44.919                   | 45.800                        | 21.263                         | 1911            |
| VIIe arrondissement   | Palais-Bourbon      | 4,088          | 56.985                   | 55.700                        | 13.625                         | 1926            |
| VIIIe arrondissement  | Élysée              | 3,881          | 39.314                   | 39.200                        | 10.100                         | 1891            |
| IXe arrondissement    | Opéra               | 2,179          | 55.838                   | 58.800                        | 26.985                         | 1901            |
| Xe arrondissement     | Enclos-St-Laurent   | 2,892          | 89.612                   | 89.600                        | 30.982                         | 1881            |
| XIe arrondissement    | Popincourt          | 3,666          | 149.102                  | 150.500                       | 41.053                         | 1911            |
| XIIe arrondissement   | Reuilly             | 16,324¹ 6,377² | 136.591                  | 139.100                       | 21.813²                        | 1962            |
| XIIIe arrondissement  | Gobelins            | 7,146          | 171.533                  | 177.900                       | 24.895                         | 20055           |
| XIVe arrondissement   | Observatoire        | 5,621          | 132.844                  | 134.200                       | 23.875                         | 1954            |
| XVe arrondissement    | Vaugirard           | 8,502          | 225.362                  | 231.500                       | 27.229                         | 1962            |
| XVIe arrondissement   | Passy-lès-Paris     | 16,305³ 7,8464 | 161.773                  | 146.900                       | 18.7234                        | 1962            |
| XVIIe arrondissement  | Batignolles-Monceau | 5,669          | 160.860                  | 160.300                       | 28.277                         | 1954            |
| XVIIIe arrondissement | Butte-Montmartre    | 6,005          | 184.586                  | 188.500                       | 31.391                         | 1931            |
| XIXe arrondissement   | Buttes-Chaumont     | 6,786          | 172.730                  | 185.400                       | 27.321                         | 20055           |
| XXe arrondissement    | Ménilmontant        | 5,984          | 182.952                  | 188.600                       | 31.517                         | 1936            |

Notes:

1. Comptant el Bosc de Vincennes

2. Sense comptar el Bosc de Vincennes

3. Comptant el Bois de Boulogne

4. Sense comptar el Bosc de Boulogne

5. 2005 és la data de l'estimació oficial més recent; és possible que la població d'aquests districtes segueixi creixent
Cada districte se subdivideix en quatre barris (quartier). Així doncs, París té vuitanta quartiers administratifs, cadascun amb una comissaria de policia.

## Història

### Abans del 1860

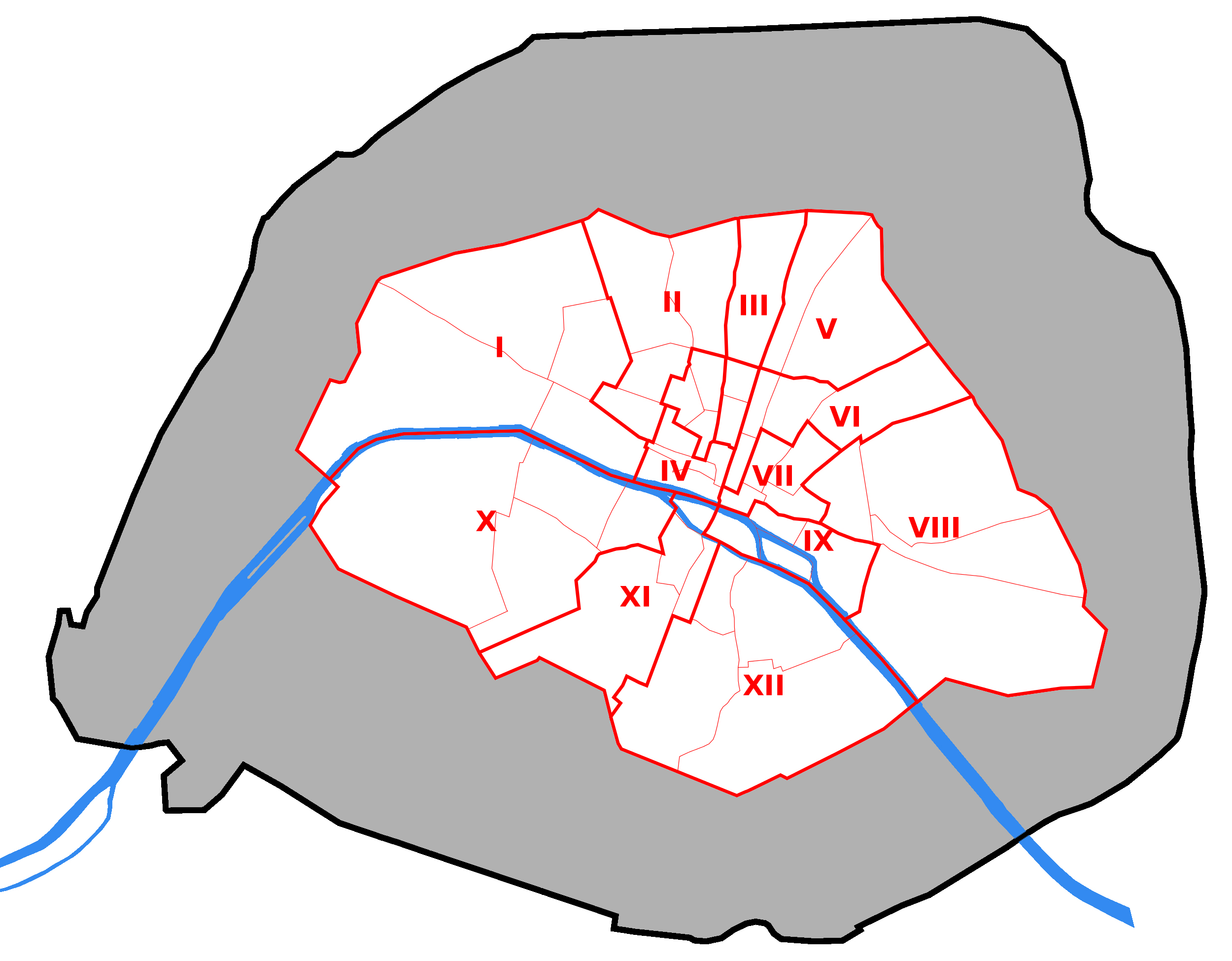
Els dotze antics districtes. La zona grisa mostra les dimensions de París després de l'expansió del 1860

El dia 11 d'octubre del 1795, París va ser subdividida en dotze districtes. Se'ls va numerar d'oest a est, amb els nombres de l'u al nou a la dreta del Sena i del deu al dotze a l'esquerra.
Cada districte se subdividia en quatre quartiers que es corresponien amb els quaranta-vuit districtes originals instaurats el 1790.
- Antics districtes de París

### Després del 1860
L'1 de gener del 1860, Napoleó III va incloure més territori dins els límits de la ciutat. Els dotze districtes van ser redistribuïts juntament amb el nou territori i es va crear els vint actuals.
Quan es fa referència als registres històrics (en què és important distingir entre els sistemes antic i nou), els districtes antics són indicats amb el terme ancienne: "2ème ancienne" o "8ème anc.".